# Tetraulax unicolor
Tetraulax unicolor là một loài bọ cánh cứng trong họ Cerambycidae.